# Neurosomatiek
Neurosomatiek of neurosomatische geneeskunde is een (para-)medisch gebied dat zich bezighoudt met de ziektebeelden die zich vooral lichamelijk manifesteren, waarbij tevens psychische factoren meespelen, maar de oorzaken worden gezocht in het brein (vandaar de toevoeging 'neuro'). Het betreft aandoeningen die onder andere in de ICD-10 zijn opgenomen, echter worden de somatische klachten vaak aangeduid als SOLK (Somatisch Onvoldoende verklaarbare Lichamelijk Klachten). SOLK zijn lichamelijke klachten die langer dan enkele weken duren maar waarvoor na adequaat diagnostisch onderzoek geen lichamelijke ziekte is gevonden die de klachten voldoende kan verklaren. Het kan ook gaan om klachten die wel samenhangen met een lichamelijke ziekte, maar waarbij de klachten veel ernstiger zijn of langer duren dan verwacht. SOLK omvatten allerlei verschillende soorten klachten, zoals spier- en gewrichtspijnen, vermoeidheid en maag-darmklachten. SOLK zijn geen ingebeelde klachten. 
Ook zijn veel klachten die in de diagnose 'Burnout' voorkomen 'onvoldoende verklaarbaar' na adequaat diagnostisch onderzoek. De aanpak van Burnout wordt veelal gekozen voor een psychosomatische oplossing, echter door recente publicaties en onderzoeken ('Burn-out voor het eerst in hersenen zichtbaar' ME CVS.net, 20 mei 2010) lijkt er meer ruimte te komen voor neurosomatische benaderingen als bijvoorbeeld de Brein Regie Methode.
In de psychosomatiek worden, net zoals in de neurosomatiek, bijvoorbeeld stress-gebonden stoornissen (en -klachten) en somatoforme stoornissen  (de laatste decennia[(sinds) wanneer?] ook wel neurofysiologische aandoeningen genoemd. Het woord neurosomatisch komt van de Oudgriekse woorden νεῦρον 'neuros' (oorspronkelijk spier, pees, zenuw of nerf) en        σῶμα (soma) dat "lichaam" betekent.
De psychosomatische geneeskunde omvat veel verschillende disciplines, waaronder psychologie (met name klinische psychologie), psychiatrie (met name neuropsychiatrie en liaisonpsychiatrie), immunologie, dermatologie, psychoneuro-immunologie, gynaecologie, psychoneuro-endocrinologie en pijnbehandeling. De neurosomatische geneeskunde daarentegen lijkt (anno 2023) nog in de ontwikkelfase (cq kinderschoenen) te staan, alhoewel ook op dit gebied diverse disciplines elkaar steeds meer weten te vinden, zowel op medisch- als op paramedisch gebied en multi-disciplinaire behandelingen ontstaan.